# Osztrák örökösödési háború
Az osztrák örökösödési háború (1740–1748) VI. Károly német-római császár halála és leánya, Mária Terézia trónra lépése után robbant ki. Bajorország, a Spanyol Királyság és a Szász Választófejedelemség uralkodói a száli törvényre hivatkozva elutasították a Pragmatica sanctióban kodifikált leányági öröklést, és igényt támasztottak a Habsburg Birodalom örökségére. A Porosz Királyság a kedvező helyzetet kihasználva, katonai erővel ragadott el osztrák területeket. Anglia és Franciaország belépésével a konfliktus európai háborúvá szélesedett, amelyben az Egyesült Holland Tartományok, a Szárd–Piemonti Királyság, Svédország és az Orosz Birodalom is részt vett. A harcok kiterjedtek a gyarmatokra is. A háborút 1748-ban az aacheni békeszerződés zárta le.
Francia történelmi munkákban „a hercegségek háborújának” (guerre des duchés) is nevezik. Osztrák történészek a háború eseményein belül külön nevesítik az első sziléziai háborút (1740–1742) és a második sziléziai háborút (1744–1745), azaz Poroszország és Ausztria konfliktusait. A későbbi, harmadik sziléziai háború közismert neve hétéves háború (1756–1763).

## Előzmények

### Poroszország története röviden
Poroszországot a teuton lovagok katolizálták, de 1525-ben Brandenburgi Albert áttért protestáns hitre, és átalakította hercegségét. Brandenburg hozzákapcsolásával olyan Poroszországot hozott létre, amelyben az evangélikus hit volt hatalmon. Poroszország igazából a 18. századra vált országgá. I. Frigyes Vilmos 1713-tól 1740-ig uralkodott. Fejleszteni kezdte a birodalmat: létrehozta a tömeghadsereget és fejlesztette a gazdaságot. Létrehozta a híres Gárda Ezredet, ahová csak 190 cm feletti férfiakat válogatott be. Poroszország apránként nagyhatalommá vált.

### A Pragmatica sanctio
1716-ban meghalt a csecsemő korú Lipót János főherceg, VI. Károly császár egyetlen fia. A császárt és királyt ettől kezdve egyetlen dolog, a leányági örökösödés elismertetése foglalkoztatta. Egyre nagyobb erőket mozgósított a Pragmatica sanctio – a leányági örökösödés gyakorlati megvalósítását tartalmazó rendelkezés – elfogadtatására. A törvényt Csehország és Erdély után 1723-ban a magyar rendi országgyűléssel is elismertette. II. Miksa Emánuel, Bajorország választófejedelme azonban nem ismerte el a Pragmatica sanctiót, mellette Poroszország és Spanyolország uralkodói is igényt tartottak a Habsburg-örökségre. Angliát és Hollandiát a császár az Osztrák Kelet-indiai Társaság feloszlatásával nyerte meg[forrás?], a poroszokat Berg hercegség átadásával fizette le, és végül XV. Lajos francia királlyal is kiegyezett. A Pragmatica sanctio elfogadása után úgy tűnt, hogy Károly a legtöbb politikai akadályt elhárította idősebb leányának, Mária Teréziának trónutódlása elől.

### Közvetlen előzmények
1740-ben, VI. Károly császár halála után a Pragmatica sanctio értelmében Ausztria trónjára 23 éves leánya, Mária Terézia főhercegnő került, aki 1736 óta Lotaringiai Ferenc István herceg felesége volt. Az új uralkodó főhercegnő bízott abban, hogy az öröklési törvényt mindenki tiszteletben tartja, ez azonban nem következett be.
Először Károly Albert bajor választófejedelem jelentette be trónigényét azon a jogcímen, hogy ő I. Ferdinánd császár egyik leányának leszármazottja. Őt követte III. Ágost lengyel király (II. Frigyes Ágost néven szász választófejedelem), akinek felesége, Mária Jozefa főhercegnő I. József császár leánya volt. A Habsburg-örökségért a Bourbon-házi V. Fülöp spanyol király, a spanyol Habsburgok örököse is jelentkezett.
Poroszországban I. Frigyes Vilmos király halála után II. „Nagy” Frigyes lett az uralkodó, aki minden alkalmat megragadott a háborúra, és megpróbálta kitúrni Mária Teréziát Ausztria uralkodói székéből. Frigyes figyelmen kívül hagyta a Pragmatica sanctiót, és ezzel a felkiáltással vetette bele magát a háborúba: „Ugyan mit jelent egy megállapodás a jó lehetőségekkel szemben?”

## A háború menete

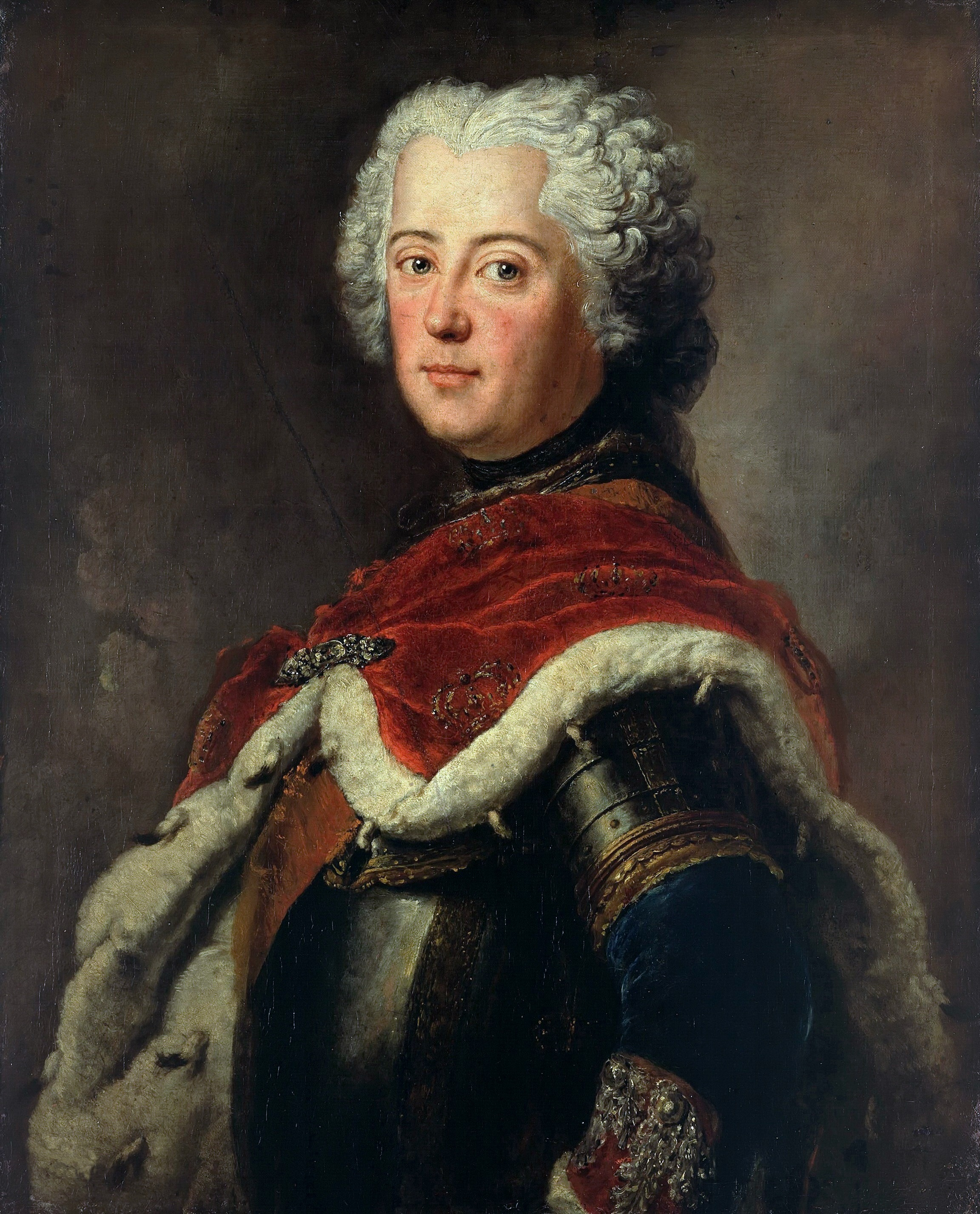
II. Frigyes

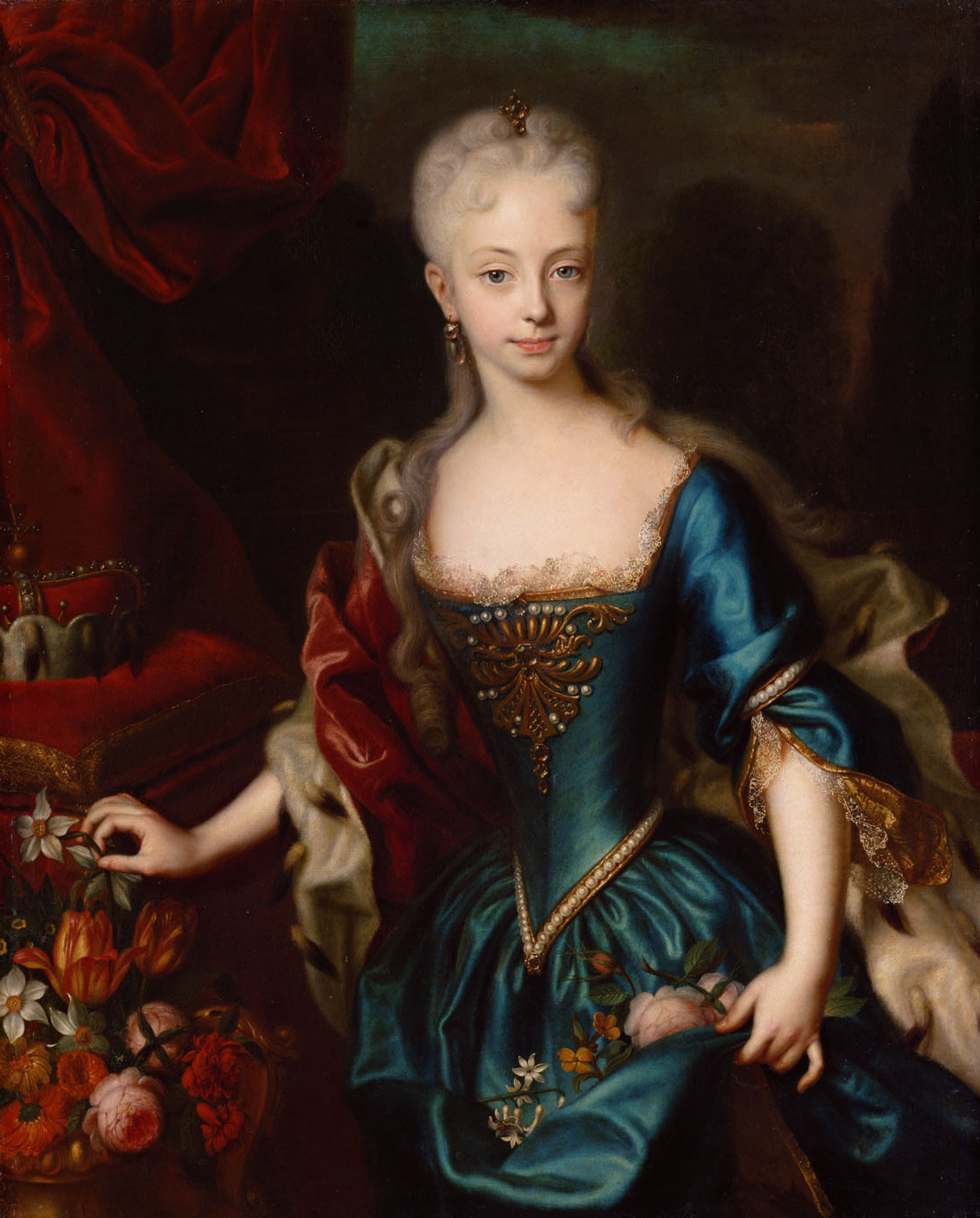
Mária Terézia fiatalon

Poroszországban I. Frigyes Vilmost ebben az évben váltotta fel a trónon II. Frigyes. A poroszok nem pályáztak az osztrák trónra, de ők nyerhették legtöbbet egy háborúval. Frigyes felajánlotta Mária Teréziának, hogy megvédi őt ellenségeitől, ha átadja neki Sziléziát, amely ekkor a Habsburg Birodalom leggazdagabb tartománya volt. A kiszolgáltatott helyzetben az udvari tanács végül elfogadta az ajánlatot, követük azonban még meg sem érkezett Berlinbe, amikor decemberben Frigyes csapatai már be is törtek Sziléziába. Mire az osztrák hadsereget mozgósították, a poroszok elfoglalták a tartományt.
Mária Teréziát a bajorok is megtámadták. A franciák, akik 1741-ben szövetséget kötöttek Bajorországgal, majd Poroszországgal is, szintén beléptek a háborúba. Mária Terézia csak Nagy-Britannia segítségében bízhatott, de ők csak közvetítést ajánlottak fel. A francia–bajor csapatok közben elfoglalták Csehországot, Felső-Ausztriát és Tirolt is, ahol Károly Albert saját kormányt hozott létre.
1741 szeptemberében az pozsonyi országgyűlésen Mária Terézia a nyolc hónapos Józseffel a karján a magyar rendek segítségét kérte. Az országgyűlés megszavazta a segítséget, azaz a pénzt és a katonákat. Negyvenezer újonccal bővült a hadsereg. Mária Terézia később sokszor kijelentette, hogy a magyar rendek mentették meg uralmát. Ellenfelei kétségkívül arra számítottak, hogy a rebellis magyarok megtagadják a segítséget, és felszabadítókat látnak a Habsburgok ellenfeleiben (mint ahogy Csehországban történt).
Október elején Mária Terézia beleegyezett abba, hogy átadja Nagy Frigyesnek Alsó-Sziléziát, ezzel ezen a fronton fegyverszünetet ért el. Az osztrák csapatok ezután visszafoglalták az osztrák területeket a bajoroktól, és hamarosan már Bajorországot támadták. Károly Albertet ugyan cseh királlyá koronázták, majd 1742 januárjában VII. Károly néven német-római császárrá is választották, meg is koronázták, ekkorra azonban Bajorországot megszállták az osztrákok.
1742-től, a belpolitikai helyzet stabilizálódása után már Nagy-Britannia is aktívabb szerepet játszott a háborúban. Angol közvetítéssel Frigyes és Mária Terézia megkötötte a berlini békét. 1743-ban brit csapatok partra szálltak Németalföldön, és megverték a franciákat. Az osztrák csapatok közben már elérték a Rajnát, Franciaország határát.
Ekkor Poroszország ismét beavatkozott a háborúba. Nagy Frigyes csapatai benyomultak Csehországba, elfoglalták Prágát is, mert tartottak Ausztria túlságos megerősödésétől.
1745 januárjában  meghalt Károly Albert bajor választófejedelem és császár. Özvegye (Mária Amália, aki I. József császár leánya, ezáltal Mária Terézia unokatestvére volt) rávette fiát, az új bajor választót, hogy mondjon le császári trónigényéről. Ezzel a Bajor Választófejedelemség megmenekült. Áprilisban Füssenben megkötötték az osztrák–bajor békét, szeptemberben pedig a választófejedelmek I. Ferenc néven császárrá választották Mária Terézia férjét, Lotaringiai Ferenc herceget.
De a háború ezzel még nem ért véget. A franciák folytatták a harcot, és elfoglalták Németalföld több tartományát. A britek felvették velük a harcot. Végül Franciaország belátta, hogy egyedül nem győzheti le Angliát, ezért javaslatára Aachenben összeült a békekongresszus.

### Csaták

#### Mollwitz
Frigyes 1741. április 10–én Mollwitznál megtámadta az osztrákokat. A két sereg egyaránt 20-20 ezer főből állt, lovasokból az osztrákoknak, tüzérekből és gyalogosokból a poroszoknak volt több. A véres csata, az osztrákok és a poroszok első nagy csatája, ebben a háborúban este hétig tartott, s a poroszok győzelmével végződött, pedig napközben még nem is remélték a győzelmet. A csata kedvezőtlen kimenetelétől tartva a király kisebb kísérettel elhagyta a harcmezőt.  Távozása után a parancsnokság Schwerin kezébe került. A porosz gyalogságnak és tűzerejének köszönhetően fordulat állt be. Estére a csata eldőlt, s az osztrákok visszavonultak.

#### Chotusitz
Lotaringiai Károly azt a parancsot kapta, hogy induljon Csehország ellen. Serege el is indult – ő maga Bécsbe ment, hogy a további hadműveletekről tárgyaljon. A fővezérnek nem voltak jók a kapcsolatai Lobkowitzcal, ezért egy idős hadvezért Königsegget adták mellé. Nem a legszerencsésebb döntés volt ugyan, hogy három különböző alkatú vezér állt a seregek élén: a fiatal herceg, a temperamentumos érett korú Lobkowitz és az idős, lassú Königsegg.
A három vezér 1742. május 10-én találkozott a morva–cseh határon. A tanácskozás eredményeképpen kiderült: a fő cél Prága visszahódítása. Ha II. Frigyes megpróbálná feltartani őket, vállalni kell vele a csatát. Erre május 17–én került sor. Egyesek szerint miután a harcmezőt az osztrákok hagyták el, az ütközetet a poroszok nyerték, de a valódi eredmény  döntetlennek tekinthető.

#### Rocourt
Az 1746-os hadjárati évben is a németalföldi hadszíntéren folytak a legjelentősebb küzdelmek. A francia hadvezetés arra törekedett, hogy sorra elfoglalja az osztrák-németalföldi erődöket, és kerülte a csata vállalását. Erre végül késői időpontban, október 11-én, Rocourt mellett került sor. Október 11-én reggel 8 órakor még sűrű köd feküdt a tájon. Ennek jótékony leple alatt elsőként Estrées grófjának a francia jobbszárny szélén elhelyezett csoportosítása indult meg a szövetséges vonalak ellen három hadoszlopban, mégpedig egészen jobbra 30 huszár és más könnyűlovas svadron, középen 8 gyalogzászlóalj 20 ágyúval, balra 14 vértes svadron. Támogatására négy hadoszlopban előrelendült Louis de Bourbon-Condé, Clermont grófja 19 gyalogzászlóalja és 39 lovas svadronja is. Estrées csapataival ezután Ans falu felé fordult, hogy az egész ellenséges balszárnyat elvágja a többi köteléktől. Gyalogságával két vonalban indult meg a bal széle felől, míg könnyűcsapatainak a falutól jobbra kellett biztosítaniuk. Miután ez is kevésnek bizonyult, Szász Móric a tartalékcsoportosítás 29 gyalogzászlóalját is erre a terepszakaszra irányította. Este 7 óra tájban a sötétségben a kettészakadtan kétfelé, Visé, illetve Maastricht irányában menekülő szövetségesek üldözésének félbeszakításával ért véget a csata. A Lotaringiai Károly vezényelte szövetséges hadsereg vesztesége csak kerekített nagyságrendben ismert. A főparancsnok uralkodónőjének 1700 halott, 5300 sebesült és 3300 fogoly elvesztését jelentette. A szövetséges balszárny második vonalába tagolt és harcérintkezésbe alig került 5 magyar huszárezred vesztesége minimális volt. Összesen 29 halott, 63 sebesült és 12 fogoly, valamint 126 ló szerepelt veszteséglistájukon.

## Az 1748. évi aacheni békeszerződés
Az aacheni békében Mária Terézia főhercegnő kénytelen volt lemondani majdnem egész Sziléziáról a Porosz Királyság javára, a franciák által megszállt Dél-Németalföld viszont visszakerült Ausztria birtokába.
Az osztrák örökösödési háború tapasztalatai alapján a Habsburg Birodalomban számos jelentős politikai és hadszervezési reformot hajtottak végre, így jobban helyt tudtak állni a harmadik sziléziai háborúban vagy más néven a hétéves háborúban, 1756–1763).

## A hadviselő államok szárazföldi hadseregeinek létszáma 1740-ben[2]
| Államː                                                                                                 | Gyalogságː | Lovasságː | Tüzérségː |
| --- | ---------- | --------- | --------- |
| Habsburg Monarchia                                                                                     | 76 000 fő  | 32 000 fő | 2600 fő   |
| Porosz Királyság                                                                                       | 76 000 fő  | 22 000 fő | 1200 fő   |
| Francia Királyság                                                                                      | 111 000 fő | 19 000 fő | 3000 fő   |
| Nagy-Britannia                                                                                         | 19 000 fő  | 7000 fő   | 2000 fő   |
| Hannoveri Választófejedelemség (perszonálunióban Nagy-Britanniával, csapatai brit parancsnokság alatt) | 18 000 fő  | 5000 fő   | 360 fő    |
| Bajor Választófejedelemségː                                                                            | 36 000 fő  | 4000 fő   | 200 fő    |
| Kölni Választófejedelemség                                                                             | 1000 fő    | -         | -         |
| Pfalzi Választófejedelemség                                                                            | 9000 fő    | 1000 fő   | 200 fő    |
| Szász Választófejedelemség                                                                             | 20 000 fő  | 8800 fő   | 600 fő    |
| Hesszen-Kasszel Grófság                                                                                | 18 000 fő  | 4000 fő   | 900 fő    |
| Szárd Királyság                                                                                        | 41 000 fő  | 5000 fő   | 300 fő    |

A Habsburg Monarchia rendelkezett ugyan a hadviselő felek közül a második legnagyobb hadsereggel Francia Királyság után, de az osztrák örökösödési háború kezdetén ellenfelei jelentős túlerőt tudtak mozgósítani ellene. A Habsburg haderő bírt a hadviselő felek közül a legnagyobb létszámú és a legkiválóbb harcértékű lovassággal, vértes nehézlovasságának és huszár könnyűlovasságának nem volt párja Európában.

## Galéria

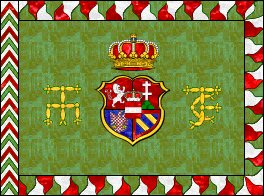
A Habsburg Monarchia 1743-as mintájú, magyar nemzeti színekkel ellátott magyar királyi csapatzászlaja (k.u. Truppenfahne) Mária Terézia királynő és férje, Ferenc István névjelével. 1742 és 1745 között VII. Károly néven a bajor választófejedelem töltötte be a német-római császári posztot, így a Habsburgok hadereje nem használhatta a fekete-sárga császári színeket és a német-római kétfejű sast. 1742 és 1745 között a Habsburg haderő a königlich ungarische (magyar királyi) elnevezést viselte.
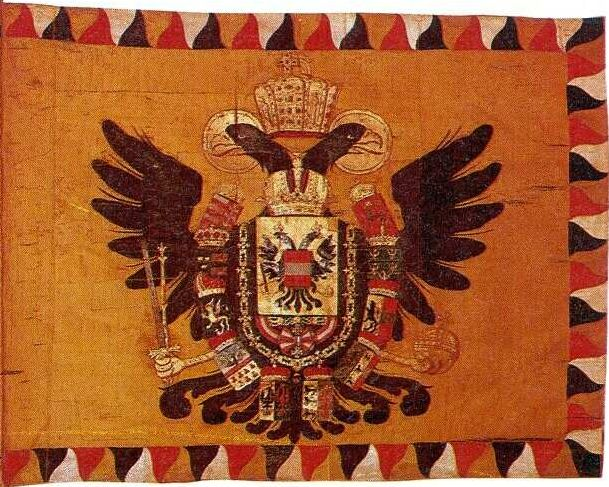
A Császári-Királyi Hadsereg csapatzászlaja (k.k. Truppenfahne) 1745-től 1806-ig, 1806-tól a ketfejű sas fölé a német-római császári korona (Reichskrone) helyett az osztrák császári Rudolf-korona került. 1745-től, a német-római császári korona visszaszerzésétől a Habsburg Monarchia hadereje a Császári-Királyi Hadsereg (Kaiserlich-Königliche Armee) elnevezést viselte.
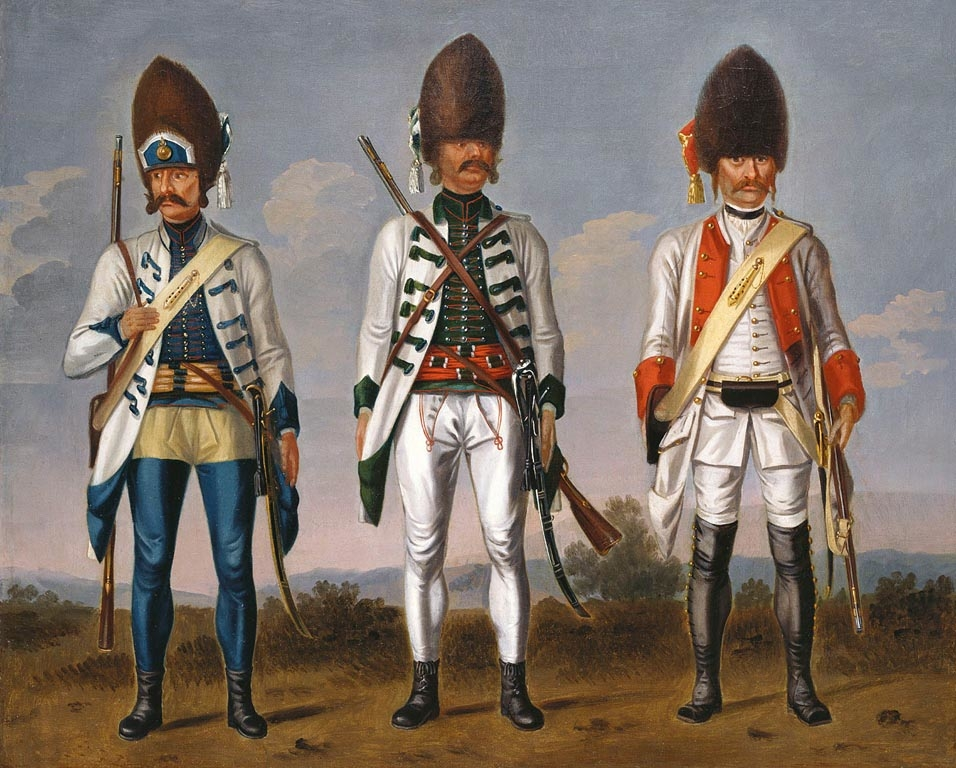
Gránátosok (elit gyalogság) a Habsburg Monarchia Császári-Királyi Hadseregéből, 1747 körül. A Császári Királyi hadsereg ezredei "német" és "magyar" ezredekre oszlottak, a Magyar Királyság területéről kiállított ezredek voltak a "magyar", még a birodalom többi részéből kiállítottak a "német" ezredek. Balra gránátos a magyar Haller-sorgyalogezredből, középen gránátos a magyar Bethlen-sorgyalogezredből, jobbra gránátos egy azonosítatlan német sorgyalogezredből, David Morier (1705-1770) festményén.
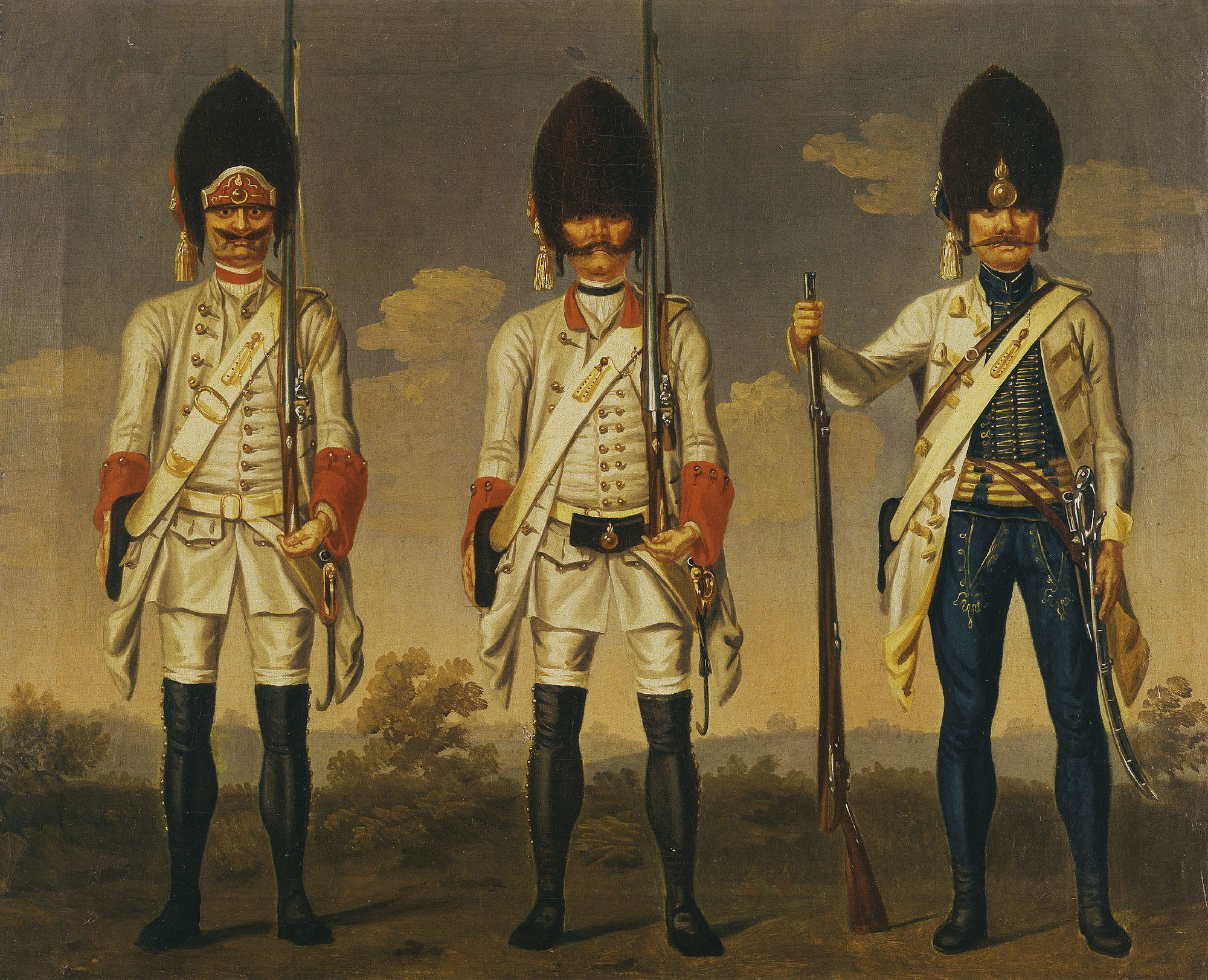
Gránátosok (elit gyalogság) a Habsburg Monarchia Császári-Királyi Hadseregéből, 1747 körül. Balra és középen gránátos két azonosítatlan német sorgyalogezredből, jobboldalon gránátos a magyar Újváry-sorgyalogezredből, David Morier (1705-1770) festményén.